# Nola sindhulica
Nola sindhulica är en fjärilsart som beskrevs av Inoue 1998. Nola sindhulica ingår i släktet Nola och familjen trågspinnare. Inga underarter finns listade i Catalogue of Life.